# 川島維知
川島 維知（かわしま これとも、1917年〈大正6年〉5月 - 2006年〈平成18年〉6月21日）は、昭和期に活躍した郷土史家。邑楽館林地方の郷土史、伝説を記録する多くの著作を残した。栃木県足利市出身。

## 経歴
1938年（昭和13年）9月群馬県館林町役場に就職、戦中は兵役に従事後、1958年（昭和33年）9月に館林市立図書館館長に就任。1973年（昭和48年）4月に同図書館参事、同7月に館林市教育委員会事務局参事。館林市史編集委員、邑楽町誌編纂委員会参与、群馬県百年史執筆委員などを歴任し、1975年（昭和50年）8月退職。その後1983年（昭和58年）3月まで嘱託として、群馬県史編さん室（1975年10月より）、邑楽町誌編纂室（1977年4月より）などに勤務し、群馬県史編さん調査委員もつとめた。また民間の活動においても、福田啓作が立ち上げた館林文化史談会で常任幹事を担当したほか、館林地方史研究会会長などを務めた。

## 人物
- 様々な公的な職と並行して、神社の神職なども務めた[4]。
- 福田啓作の晩年、史談会の例会中に福田が倒れたことがあり、以後福田は例会に出ることも少なくなった[5]。川島はその後もずっと福田に会合の連絡を送り続けたが、一度福田の家に見舞に行った際、「最近は会合の連絡もくれなくなって…」と恨み言を言われたという[5]。川島は、福田の周囲の人たちが福田の体調を案じて情報を流さないようにしていた心労を悟り、以後は会合の連絡を送らないようにした[5]。
- 川島が執筆を担当した『新編物語藩史 第3巻　関東地方の諸藩』の「館林藩」にて、戊辰戦争における館林藩の行動を、雄略天皇陵修補と並ぶ「二大事業」と位置づけ、「幕軍の脱走兵」が「総野の間に充満、暴徒また四方に起った」中、館林藩は「官軍祖式信頼の指揮下に入り」、各地を転戦。「薩長諸藩とともに賊徒を追って」会津を落とし、別の一隊は仙台方面で「旗巻峠の賊」（仙台藩のことか）を破り「奥羽の平定」に貢献した、と評価している[6]。

## 著書
- 『館林市誌 歴史篇』 - 館林市誌編集委員会 編、館林市、1969年
- 『田山花袋 館林双書1巻』 - 館林市立図書館、1970年
- 『足尾鉱毒事件 館林双書2巻』 - 館林市立図書館、1971年
- 『館林の花・草・虫／田山花袋 館林双書3巻』 - 館林市立図書館、1973年
- 『大出日記 館林双書4巻』 - 館林市立図書館、1974年
- 『ふるさとの歴史と伝説 館林双書5巻』 - 館林市立図書館、1975年
- 『館林郷土史事典 館林双書7巻』 - 館林市立図書館、1976年
- 『館林懐古』 - 館林地方史研究会、1976年
- 「館林藩」 - 『新編物語藩史　第3巻　関東地方の諸藩』P185〜P214、新人物往来社、1976年
- 『野辺鑑／田中正造書簡 館林双書8巻』 - 館林市立図書館、1978年
- 『写真集明治大正昭和館林：ふるさとの想い出』 - 国書刊行会、1978年
- 『邑楽町誌 上,下』 - 邑楽町誌編纂室編、邑楽町、1983年
- 『館林・邑楽の民話と伝説』 - 聚海書林、1985年
- 『偉人大谷休泊』 - 編集主幹を担当、大谷休泊遺徳顕彰会編、大谷休泊遺徳顕彰会、1986年
- 『館林の社寺 館林双書15巻』 - 館林市立図書館、1986年
- 『図説館林・邑楽の歴史』 - 川島正一との共著、あかぎ出版、1987年
- 『館林の伝説 館林双書16巻』 - 館林市教育委員会, 館林市立図書館、1988年
- 『館林地名散歩』 - 聚海書林、1990年
- 『まんが明和町の歴史：町制施行１周年記念』 - 総監修を担当、山田えいし漫画、明和町企画課編、上毛新聞社出版局、2000年